# Ćmy

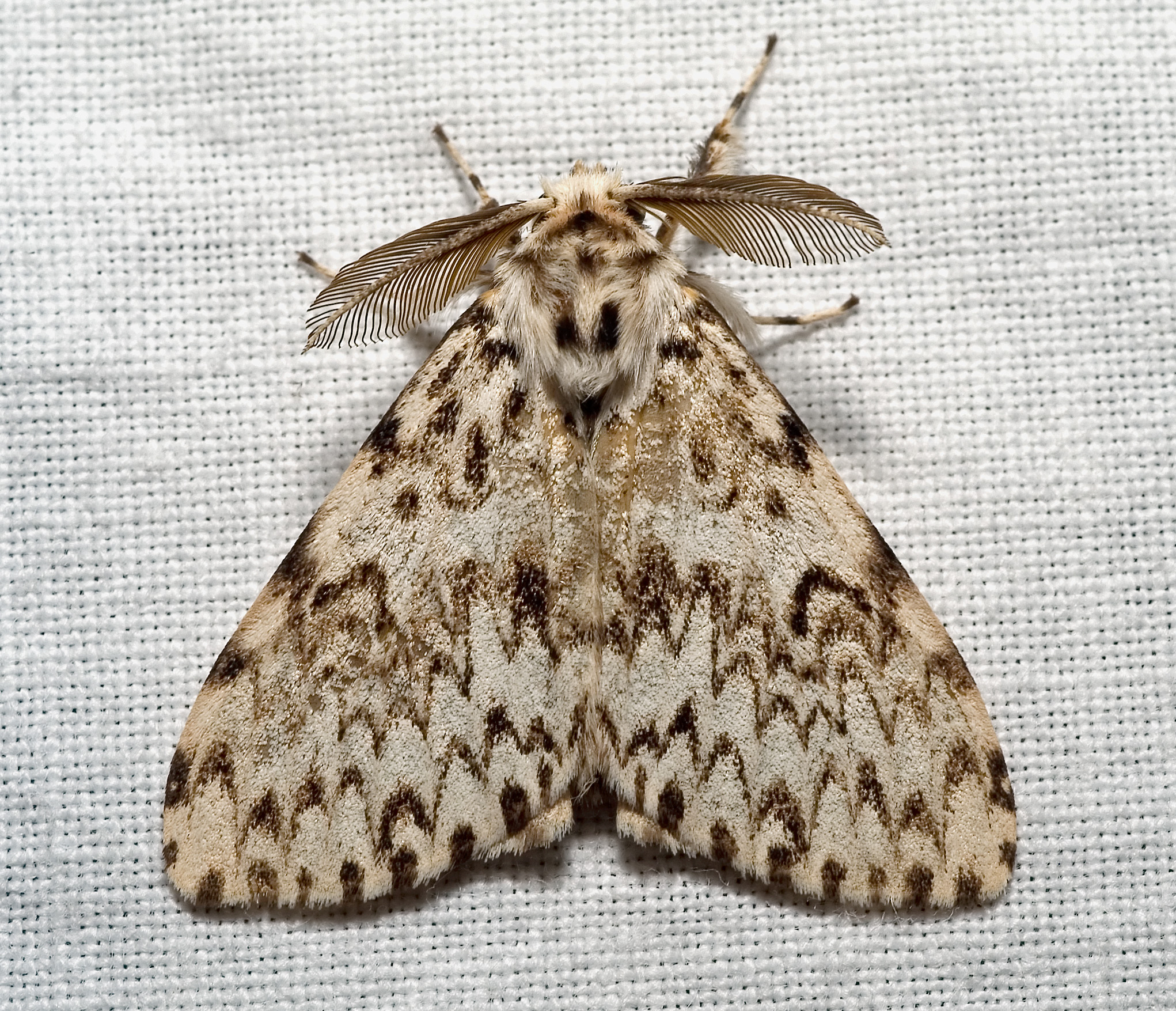
Brudnica mniszka (Lymantria monacha)

Ćmy, motyle nocne (Heterocera) – grupa motyli z reguły prowadząca nocny tryb życia.
Trudno jednoznacznie wskazać różnice pomiędzy motylami dziennymi i ćmami. Podział taki, choć stosowany również przez specjalistów, nie jest podziałem ściśle naukowym – jest sztuczny i nie odzwierciedla historii ewolucyjnej rzędu motyle (Lepidoptera).

## Ogólne różnice pomiędzy motylami dziennymi a ćmami
- Czułki (antennae) – motyle dzienne mają cienkie, proste czułki zakończone wyraźną buławką. Natomiast czułki ciem zazwyczaj buławki nie mają, poza przedstawicielami kilku rodzin, np. Castniidae(inne języki)[1]. Samce ciem mają często pierzaste czułki, zwiększające powierzchnię odbierania bodźców chemicznych (feromonów) wysyłanych przez samice. Ta właśnie różnica posłużyła do paranaukowego określenia motyli dziennych jako Rhopalocera (buławkoczułkowe), a ciem jako Heterocera (różnoczułkowe).
- Skrzydła ciem są zazwyczaj połączone wędzidełkiem (łac. frenulum), u motyli dziennych nie ma takiego połączenia z wyjątkiem gatunku Euschemon rafflesia z rodziny powszelatkowatych[1]
- Ogromna większość ciem to gatunki nocne lub aktywne o świcie albo o zmierzchu. Motyle dzienne wykazujące ten typ aktywności są bardzo nieliczne[1]
- Poczwarka – ćmy przeważnie tworzą jedwabny kokon dookoła poczwarki, podczas gdy motyle dzienne zwykle tego nie robią[1]
- Wiele gatunków motyli dziennych ma jaskrawo ubarwione skrzydła. Skrzydła ciem są często w odcieniach brązu, szarości, bieli lub czerni, często ze skomplikowanymi wzorami służącymi jako kamuflaż. Niemniej jednak liczne dzienne gatunki ciem mają jaskrawe ubarwienie odstraszające, często sygnalizujące ich toksyczność
- Ćmy przeważnie odpoczywają ze skrzydłami rozłożonymi na boki lub złożonymi dachówkowato. Motyle dzienne najczęściej składają skrzydła pionowo nad ciałem[1]
- Ćmy mają w pełni rozwinięte przednie odnóża, część motyli dziennych ma je zredukowane i brak im końcowych segmentów[1]

Powyższe różnice nie są kategoryczne – trafiają się wyjątki od nich, np. żywo ubarwione gatunki ciem latające w dzień. Istnieją również gatunki motyli dziennych (np. środkowoafrykański Pseudopontia paradoxa), których czułki pozbawione są buławki typowej dla innych przedstawicieli tej grupy.

## Aparat gębowy
Wiele dorosłych ciem nie przyjmuje pokarmu. Żyją kosztem zapasów nagromadzonych w ciele podczas życia larwalnego. Ich aparat pyszczkowy jest silnie uwsteczniony. Takie rozwiązanie ma zalety – dorosły owad nie zużywa energii na wyszukiwanie pokarmu; ale ma także wady – długość jego życia jest ograniczana wielkością zapasów. Ćmy nie przyjmujące pokarmu (pawice, barczatki, brudnice, niektóre miernikowce) żyją z reguły od kilku dni do kilku tygodni. Przodkowie ciem mieli pyszczki zaopatrzone w szczęki i prowadzili prawdopodobnie żywot drapieżców bądź padlinożerców (tak jak czynią to obecnie spokrewnione z motylami wojsiłki). I dzisiaj możemy jeszcze spotkać ćmy o archaicznej budowie aparatu gębowego, robiące użytek ze swych dobrze rozwiniętych szczęk. Są to przedstawiciele dwóch rodzin – skrzydliniakowatych i plątaczkowatych. Antofilia, czyli kwiatolubność, to ważna cecha wielu ciem. Do pobierania nektaru z dna kielicha ćmy używają aparatu uformowanego w języczek lub ssawkę. Powstały one z jednego elementu żuchwy, zaś pozostałe jej części zostały zredukowane. Ssawka może być całkiem krótka, kilkumilimetrowa lub – jeżeli motyl staje wobec konieczności wydobycia nektaru z długiego kielicha – znacznie wydłużona, a podczas spoczynku zwijana spiralnie. Niektóre gatunki ciem wysysają krew. Dla pozyskania krwi wkłuwają się w ciało ofiary sztywną kłujką, wprowadzają swój aparat gębowy pod skórę.

## Dlaczego ćmy lecą do światła?
Do dziś naukowcy nie są zgodni co do przyczyn tego zjawiska. Jedna z teorii mówi, że ćmy mają ewolucyjnie rozwinięty mechanizm nawigacji w oparciu o światło. Ćmy nie rozróżniają światła księżyca lub gwiazdy od światła emitowanego np. przez żarówkę i usiłują lecieć pod odpowiednim kątem do świecącego obiektu. Obiekt emitujący światło służy ćmom w podobny sposób, jak latarnia morska statkom.

## Rekordy
Największe ćmy:

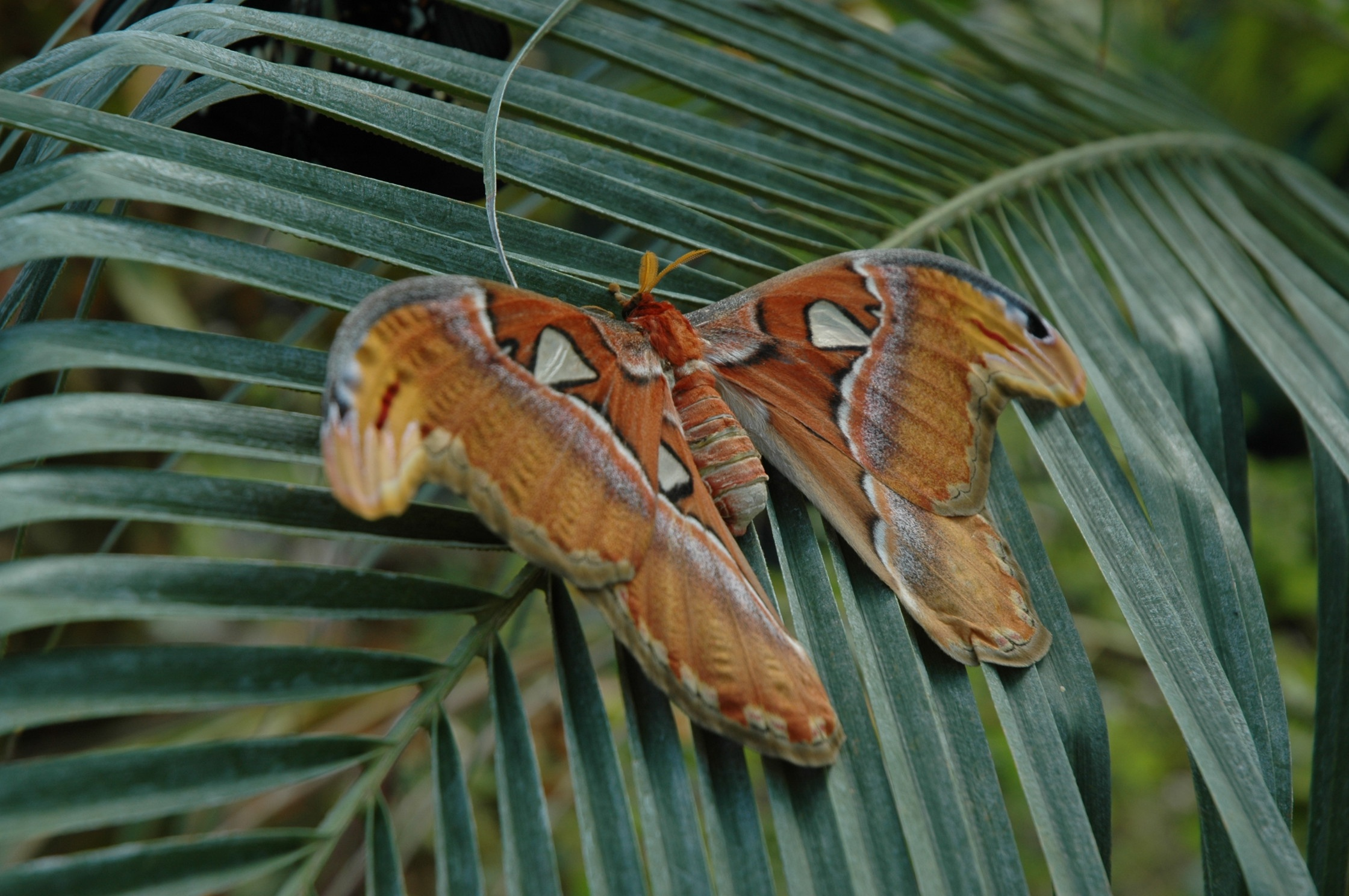
Pawica atlas – ćma o największej powierzchni skrzydeł (do 400 cm²)

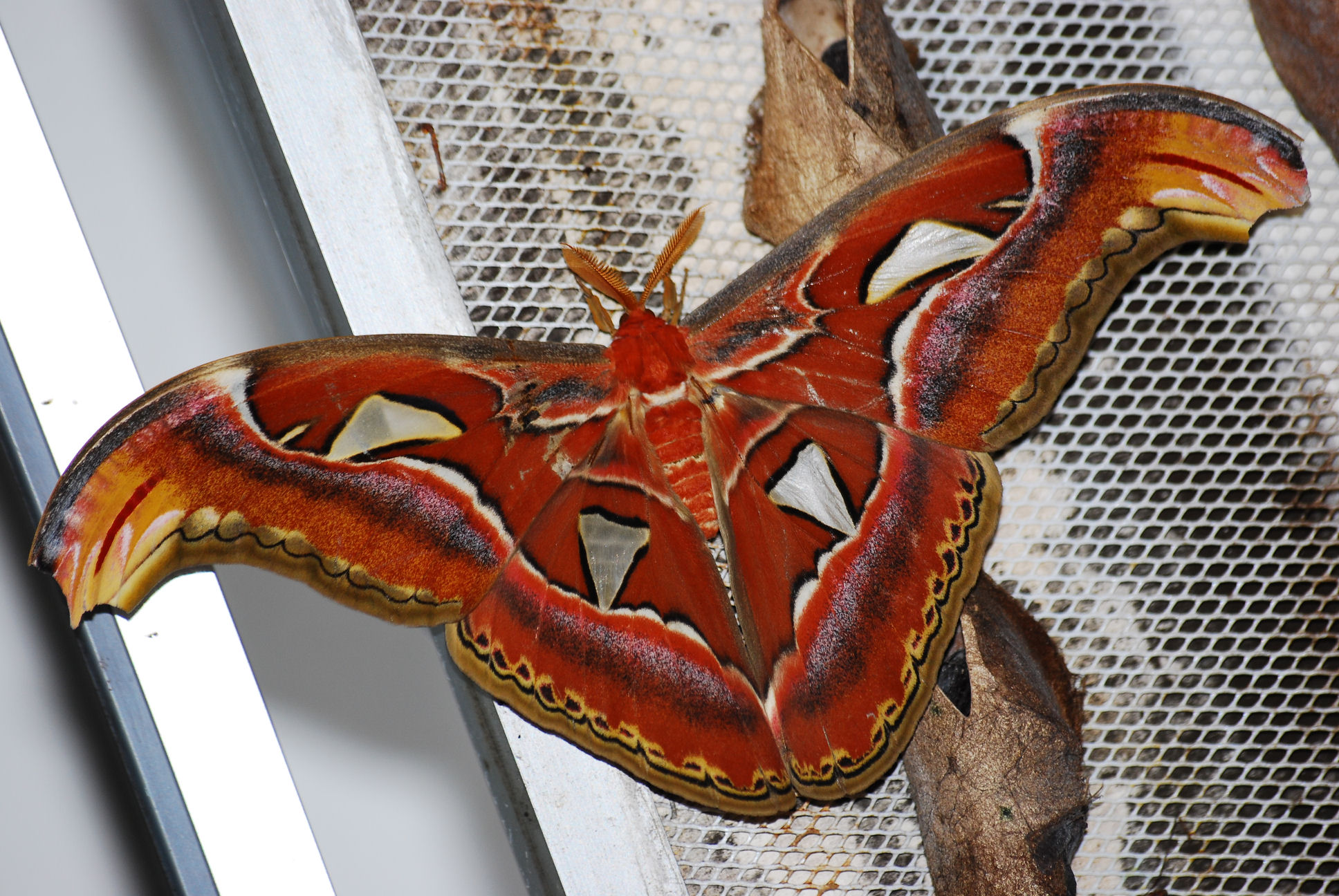
Pawica atlas

- W Brazylii występuje rzadki gatunek ćmy Thysania agrippina, (Noctuidae) o rozpiętości skrzydeł dochodzącej do 308 mm[3].
- Ćma pawica atlas (Attacus atlas, rodzina Saturniidae) ma największą powierzchnię skrzydeł – dochodzi ona do 400 cm², przy rozpiętości do 300 mm.
- Żyjąca w tropikalnej części Australii i Nowej Gwinei Cosdinoscera hercules (Saturniidae) osiąga zwykle rozpiętość skrzydeł 280 mm, a według niepotwierdzonych źródeł rekordowo 360 mm[3].
- Największa ćma spotykana w Polsce to zmierzchnica trupia główka (Acherontia atropos), o rozpiętości skrzydeł dochodzącej do 124 mm.

Najmniejsze ćmy należą do rodziny Nepticulidae – rozpiętość ich skrzydeł wynosi ok. 2 mm.
Najszybciej latające motyle to ćmy należące do rodziny zawisakowatych (Sphingidae) – potrafią one rozwijać prędkość do 50 km/h.
Najdłuższą ssawkę ma zawisak Darwina (Xanthopan morganii praedicta) – jest ona o wiele dłuższa niż jego ciało i mierzy nawet do 35 cm. Jest to spowodowane tym, że zawisak Darwina odżywia się nektarem madagaskarskiego przedstawiciela roślin storczykowatych Angraecum sesquipedale, której kwiaty odznaczają się wyjątkowo długą (ponad 30 cm) ostrogą utrudniającą dostęp do nektaru. Człon praedicta w nazwie ćmy odnosi się do hipotezy Darwina, który po odkryciu Angraecum sesquipedale przewidział istnienie owada, który dostosował się ewolucyjnie do odżywiania nektarem tych kwiatów, jednocześnie je zapylając i stanowiąc warunek ich istnienia. Musiał być to owad nocny, ponieważ Angraecum sesquipedale pachnie jedynie nocą. Istnienie takiego gatunku potwierdzono dopiero po śmierci Darwina.